# 纽伦堡附近施韦格
纽伦堡附近施韦格是德国巴伐利亚州的一个市镇。总面积5.90平方公里，总人口8238人，其中男性3916人，女性4322人（2011年12月31日），人口密度1 396人/平方公里。